# Barkzonlav
Barkzonlav (Enterographa crassa) är en lavart som först beskrevs av Augustin Pyrame de Candolle, och fick sitt nu gällande namn av Fée. Barkzonlav ingår i släktet Enterographa och familjen Roccellaceae.  Arten är reproducerande i Sverige. Inga underarter finns listade i Catalogue of Life.